# Molluskizid
Als Molluskizide bezeichnet man chemische Mittel, die Weichtiere (Mollusken), insbesondere Schnecken, töten. Die Mittel enthalten beispielsweise Metaldehyd oder Aluminiumsulfat. Weitere Wirkstoffe sind Eisen(III)-phosphat, Methiocarb und Niclosamid (Clonitralid, Bayluscid). Eine kostengünstige Alternative stellt herkömmliches Speisesalz dar, welches aufgrund osmotischer Prozesse zu fatalen Folgen für die biologische Integrität der Schnecken führt.